# Saint-Paul-aux-Bois

Saint-Paul-aux-Bois este o comună în departamentul Ain, Franța. În 1 ianuarie 2022 avea o populație de 360 de locuitori.